# 阮金紅 (導演)
阮金紅（1980年5月15日—）出生於越南同塔省，是一位已經歸化為中華民國國籍的在臺越南人出身之紀錄片導演。

## 外部連結
- 阮金紅的Facebook專頁
- 阮金紅在互联网电影资料库（IMDb）上的資料（英文）